# Niceto Alcalá-Zamora
Niceto Alcalá-Zamora y Torres (Priego de Córdoba, Espanha, 6 de Julho de 1877 — Buenos Aires, Argentina, 18 de Fevereiro de 1949) foi primeiro presidente da Segunda República Espanhola, de 1931 a 1936.

## Primeiros anos
Catedrático de Direito Processual e advogado de grande prestígio, começou a carreira política muito novo dentro do Partido Liberal do conde de Romanones. Foi deputado por La Carolina em 1905 e 1907 e subsecretário de Governação. Mais tarde passou ao setor democrata dirigido por Manuel García Prieto, em cujo governo foi ministro de Fomento (1917) e da Guerra (1922). Foi também representante da Espanha na Sociedade de Nações. Opositor declarado da ditadura de Primo de Rivera. A 13 de Abril de 1930 pronunciou um violento discurso no teatro Apolo de Valência no que retirou o seu apoio e confiança à monarquia e propugnou uma república conservadora, burguesa, apoiada nas classes médias e nos intelectuais.

## O governo provisório
Junto com Miguel Maura e o seu partido Derecha Liberal Republicana, representou o republicanismo conservador no Pacto de São Sebastião em 17 de Agosto de 1930, com o fim de impulsionar um movimento popular que derrocasse a monarquia e instaurasse a República. Desse pacto surgiu um comitê executivo encarregado de dirigir a ação republicana na Espanha. Alcalá-Zamora foi eleito presidente. Era, de fato, o antecedente do governo provisório. A  12 de Dezembro de 1930 tiveram lugar os acontecimentos de Jaca, quando os capitães Galán e García Hernández proclamaram a República em Jaca e iniciaram uma marcha para Huesca mas, vencidos pelas forças governamentais, foram julgados e executados. Também se sublevaram no aeródromo de Cuatro Vientos o comandante Ramón Franco e o general Queipo de Llano. Estava previsto o bombardeio do Palácio Real como sinal para o pronunciamento militar. Os líderes das forças antimonárquicas, parte do comitê, e entre eles Alcalá-Zamora, foram detidos pelo Governo. O julgamento público, celebrado em Março de 1931, condenou-os a seis meses e um dia, que foram substituídos por liberdade condicional.
Frente do difícil aspecto com que ficava a situação, e após a demissão de Berenguer em Fevereiro de 1931, o rei encarregou o almirante Aznar a formação do governo. A 18 de Fevereiro foi apresentado o novo gabinete, constituído por ministros monárquicos. A 12 de Abril foram celebradas eleições municipais. As primeiras recontagens davam  22 150 vereadores monárquicos contra 5 775 republicanos. Estudos posteriores arremessam 19 035 vereadores partidários de Afonso XIII, 39 568 republicanos e 15 198 tradicionalistas, integristas, nacionalistas bascos, independentes, etc., que não podiam enquadrar-se exatamente entre os dois bandos diretamente enfrentados. Em 41 das 50 capitais de província ganharam os republicanos. Em Barcelona os republicanos quadruplicaram os votos monárquicos, e em Madrid triplicaram-nos. Afonso XIII, partidário frente de algum dos seus ministros de evitar derramamento de sangue, exilou-se frente do ultimato do Comitê Revolucionário presidido por Niceto Alcalá-Zamora. Este, que contou desde o primeiro momento com o apoio popular e com o da Guarda Civil, comandada naqueles momentos pelo general Sanjurjo, converteu-se no governo provisório. Alcalá-Zamora e Maura garantiam a presença da vivaz burguesia conservadora no governo e a continuidade política dentro de um regime diferente. Este governo proclamou a Segunda República a 14 de Abril de 1931; enquanto isso, o rei embarcava em Cartagena e a sua família tomava o comboio caminho da França.

## Nascimento da II República

Bandeira oficial da II República

A 15 de Abril o governo publicou um programa de atuação baseado nos acordos de São Sebastião. Foi anunciada uma reforma agrária, liberdade de cultos e crenças, a respeito da propriedade privada, responsabilidades aos colaboradores da ditadura, aumento gradual das liberdades individuais e sindicais, etc.
Apenas acedeu ao poder, o governo teve de enfrentar-se com a proclamação da república catalã e aos acontecimentos anticlericais do mês de Maio. Também houve muitas dificuldades com as organizações anarquistas que negaram a sua colaboração com a nova república.
O governo foi-se inclinando para um republicanismo mais de esquerdas, representado na figura de Manuel Azaña, postura que claramente se refletiu na redação da Constituição. A questão clerical enfrentou novamente os republicanos conservadores e esquerdistas, socialistas e radicais, e finalmente Alcalá-Zamora e Maura abandonaram o governo a 14 de Outubro de 1931.
Temendo que Alcalá-Zamora empreendesse uma campanha revisionista e de desprestígio contra a república, socialistas e azañistas convieram em oferecer-lhe a presidência da República, cargo para o qual foi eleito candidato único a 2 de Dezembro. Jurou o cargo a 11 de Dezembro de 1931.

## Primeiro presidente da II República

Estandarte Presidencial de Niceto Alcalá-Zamora.

Homem autoritário e convencido da sua missão, desde o primeiro momento tratou de intervir nos assuntos do governo. Por esta razão, ficou apartado do papel que lhe correspondia, ou seja, compensar o jacobinismo do seu Primeiro Ministro, Manuel Azaña.
A ideia do Presidente era incorporar à direção da Espanha as novas forças surgidas depois da Restauração e contidas pelos últimos Bourbons. Esta apertura devia fazer-se desde o topo, suprimindo todo o que impedisse este passo, e estabelecendo as premissas essenciais de uma nova ordem pela via pacífica e parlamentar. O dia de 14 de Abril de 1931 pareceu dar-lhe a razão, mas a partir de Maio os diferentes acontecimentos indicaram que a realidade não correspondia com os seus sonhos.

### Os problemas com Azaña
As relações com o governo eram oscilantes. Quando Azaña apresentou para a sua ratificação a "lei de Congregações" —lei de secularização do ensinamento— e a "lei do Tribunal de Garantias Constitucionais", que completavam a Constituição de 1931. Alcalá-Zamora recusou assinar ambas as leis, mas não se atreveu a vetá-las. A oposição acusou o Presidente de morosidade.
Mais tarde, por ocasião de um reajuste de governo, as diferenças voltaram a surgir, e Azaña demitiu com o seu gabinete. Após várias consultas frustradas, Alcalá-Zamora voltou a nomear Azaña como Presidente do Conselho de Ministros a (12 de Junho), fato que decepcionou os conservadores.
Meses mais tarde, em Setembro, Azaña demitiu. Alcalá-Zamora dissolveu as Cortes Constituintes e, depois de um fugaz mandato do radical Alejandro Lerroux, encomendou ao radical Diego Martínez Barrio a celebração de novas eleições (8 de Outubro de 1933).

### O biênio radical-cedista

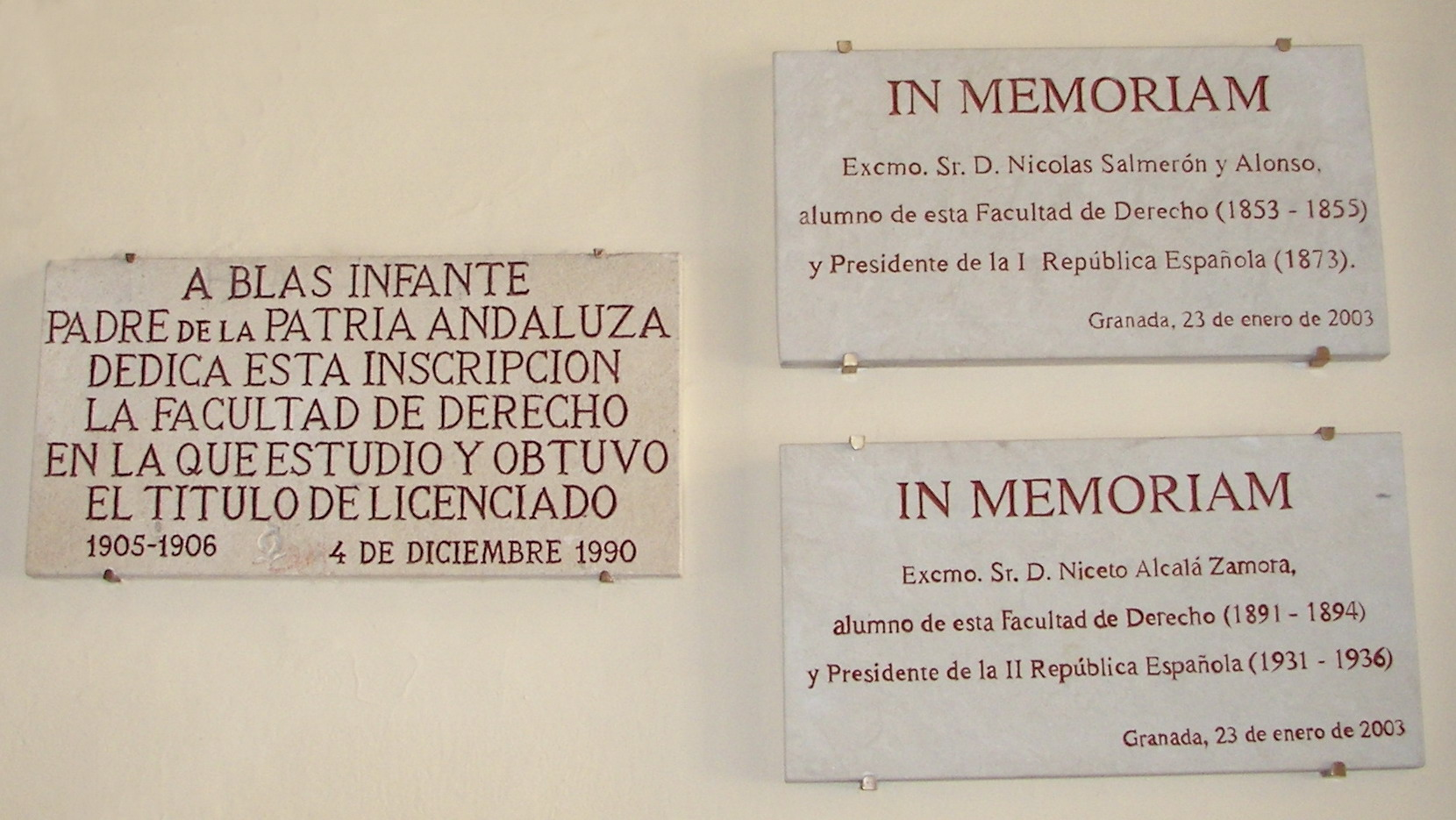
Placas comemorativas na Faculdade de Direito de Granada que recordam o passo como estudante de Niceto Alcalá-Zamora

As direitas ganharam amplamente as eleições  de 29 de Novembro de 1933, primeiras da História da Espanha em que puderam votar as mulheres. O radical Alejandro Lerroux formou governo por encomenda do presidente e com a anuência da Confederación Española de Derechas Autônomas (CEDA), dirigida por José María Gil-Robles. Alcalá-Zamora deu-se mal com os radicais e sobretudo com a CEDA, pois desconfiava do espírito democrático do partido de Gil-Robles, que, se bem que declarava-se respeitoso da ordem estabelecida, não jurara lealdade à República. Por esta razão buscou sempre compromissos, como o confuso governo de Ricardo Samper, dos quais ninguém gostou.
Em Outubro teve de voltar a percorrer a Lerroux, que formou governo com três ministros da CEDA, mas a 6 de Outubro de 1934 em Barcelona, a revolução das Astúrias, a sua indecisão e o escândalo do «estraperlo» impediram uma ação de governo coerente.
Por outro lado, Alcalá-Zamora utilizou todos os seus recursos para afastar a CEDA do poder até que a crise de governo de 9 de Novembro de 1935 lhe ofereceu esta oportunidade. Nomeou primeiro ministro o seu amigo Manuel Portela Valladares, que presidiu um interregno entre Novembro de 1935 e Fevereiro de 1936.  Sua intenção era criar uma força de centro entre a direita radical-cedista e a esquerda social azañista.

### A queda
A Frente Popular ganhou as eleições de Fevereiro de 1936. Se isto era uma derrota para a direita, também o era para Alcalá-Zamora e as suas aspirações. Azaña foi encarregue de formar governo.
Muito pronto começaram os socialistas uma campanha contra Alcalá-Zamora, ao que não perdoavam a sua atitude de Junho e Setembro de 1933. Abriu-se um debate nas Cortes sobre a inconstitucionalidade da última dissolução das mesmas, já que segundo a Constituição de 1931, o Presidente estava facultado para dissolver as Cortes duas vezes, mas a segunda dissolução podia ser submetida ao julgamento da Câmara, e se uma maioria considerava que se cometera alguma irregularidade, o Presidente poderia ser destituído.

A controvérsia ocorreu quando a nova maioria das Cortes, considerando que esta era a segunda dissolução, julgaram a atuação do Presidente e o ditame indicou que a dissolução ocorrera com muito atraso, pelo qual o Presidente devia ser destituído. Contudo, havia quem opinava que esta era a primeira dissolução, já que a anterior (a de 1933) não devia ser contabilizada ao se tratar das Cortes Constituintes, as que elaboraram a Constituição e, portanto, eram anteriores a ela. Finalmente, por 238 votos a favor e 5 contra, o Presidente foi destituído. Este em princípio resistiu-se, mais abandonado por todos teve de admitir  o cesse.
Depois de umas semanas nas quais se fez cargo da Chefatura do Estado Diego Martínez Barrio, na sua qualidade de Presidente das Cortes, foi substituído por Manuel Azaña a 11 de Maio de 1936.

## Últimos anos
O começo da Guerra Civil surpreendeu-o numa viagem pela Escandinávia. Decidiu não regressar para Espanha quando soube, segundo contou nas suas memórias, reescritas durante o exílio, de que milicianos do governo da Frente Popular entraram ilegalmente no seu domicílio, roubando as suas pertenças, e saqueando assim mesmo a sua caixa de segurança (e ao menos, outra propriedade de uma das suas filhas) no banco Crédit Lyonnais em Madrid, levando o manuscrito das suas memórias, parte do qual foi publicado (com cortes da censura) nos jornais republicanos durante a guerra, conforme comentado por Manuel Azaña nas suas Memórias. Fixou a sua residência na França, onde foi surpreendido pela Segunda Guerra Mundial.
Após múltiplas penalidades, devido à ocupação alemã e à atitude colaboracionista do governo de Vichy, saiu da França e após uma penosa viagem de 441 dias em barco chegou à Argentina em Janeiro de 1942, onde viveu dos seus livros, artigos e conferências.
Não quis voltar para a Espanha durante a ditadura militar, embora, aparentemente, teve algum oferecimento, já que um filho seu estava casado com uma filha do general Queipo de Llano, um dos protagonistas da sublevação e a que Niceto Alcalá-Zamora era um republicano católico reconhecido.
Seu cadáver foi repatriado a Espanha em 1979 e enterrado no cemitério da Almudena de Madrid.

## Obras de Alcalá-Zamora
- El regionalismo y los problemas de Cataluña, 1916.
- El expediente Picazo, 1923.
- La unidad del Estado y la diversidad de sus legislaciones civiles, 1924.
- Lo que puede ser y lo que no puede ser, 1945.
- Memorias. Ed. Planeta, Barcelona, 1998. ISBN 84-08-02608-9